# Nicey-sur-Aire
Pour l’article homonyme, voir Nicey.
Nicey-sur-Aire est une commune française située dans le département de la Meuse, en région Grand Est.

## Géographie

### Situation
La commune de Nicey-sur-Aire se situe dans la vallée de l'Aire, à la confluence de cette rivière et du ruisseau de Belrain. Elle se situe entre 250 et 350 mètres d'altitude. On parle traditionnellement de trois parties pour ce village : Grande Rue (rive droite), Latte (rive gauche, en aval du ruisseau de Belrain) et Benel (rive gauche, en amont du ruisseau).

#### Communes limitrophes
| Pierrefitte-sur-Aire | Pierrefitte-sur-Aire | Courouvre            |
| Pierrefitte-sur-Aire | Nicey-sur-Aire       | Ville-devant-Belrain |
| Belrain              | Ville-devant-Belrain | Ville-devant-Belrain |

### Hydrographie
La commune est traversée par la ligne de partage des eaux entre les bassins versants de la Meuse et de la Seine au sein respectivement du bassin Rhin-Meuse et du bassin Seine-Normandie. Elle est drainée par l'Aire et le ruisseau de Belrain,.
L'Aire, d'une longueur de 125 km, prend sa source dans la commune de Saint-Aubin-sur-Aire, à 324 m d'altitude, et se jette  dans l'Aisne, en rive droite à Senuc, à 104 m d'altitude, après avoir traversé 36 communes.

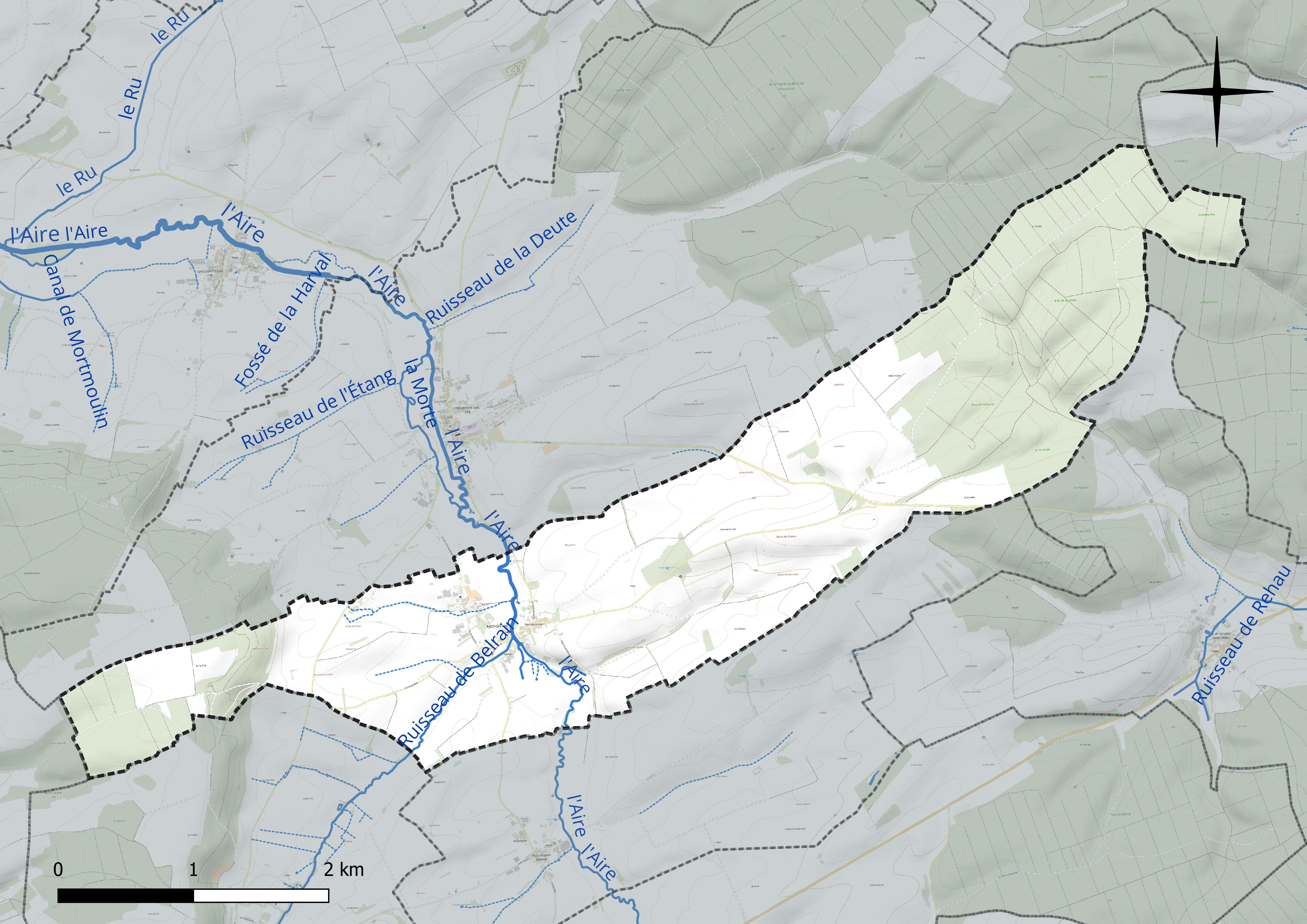
Réseau hydrographique de Nicey-sur-Aire.

### Climat
Pour des articles plus généraux, voir Climat du Grand Est et Climat de la Meuse.
En 2010, le climat de la commune est de type climat de montagne, selon une étude du Centre national de la recherche scientifique s'appuyant sur une série de données couvrant la période 1971-2000. En 2020, Météo-France publie une typologie des climats de la France métropolitaine dans laquelle la commune est exposée à un climat océanique altéré et est dans la région climatique  Lorraine, plateau de Langres, Morvan, caractérisée par un hiver rude (1,5 °C), des vents modérés et des brouillards fréquents en automne et hiver.
Pour la période 1971-2000, la température annuelle moyenne est de 9,6 °C, avec une amplitude thermique annuelle de 16 °C. Le cumul annuel moyen de précipitations est de 1 040 mm, avec 13,9 jours de précipitations en janvier et 9,8 jours en juillet. Pour la période 1991-2020, la température moyenne annuelle observée sur la station météorologique de Météo-France la plus proche, « Chaumont_sapc », sur la commune de Chaumont-sur-Aire à 7 km à vol d'oiseau, est de 10,8 °C et le cumul annuel moyen de précipitations est de 850,0 mm. 
La température maximale relevée sur cette station est de 41,1 °C, atteinte le 25 juillet 2019 ; la température minimale est de −15,5 °C, atteinte le 20 décembre 2009,,.
Les paramètres climatiques de la commune ont été estimés pour le milieu du siècle (2041-2070) selon différents scénarios d'émission de gaz à effet de serre à partir des nouvelles projections climatiques de référence DRIAS-2020. Ils sont consultables sur un site dédié publié par Météo-France en novembre 2022.

## Urbanisme

### Typologie
Au 1er janvier 2024, Nicey-sur-Aire est catégorisée commune rurale à habitat dispersé, selon la nouvelle grille communale de densité à sept niveaux définie par l'Insee en 2022.
Elle est située hors unité urbaine. Par ailleurs la commune fait partie de l'aire d'attraction de Bar-le-Duc, dont elle est une commune de la couronne,. Cette aire, qui regroupe 86 communes, est catégorisée dans les aires de 50 000 à moins de 200 000 habitants,.

### Occupation des sols
L'occupation des sols de la commune, telle qu'elle ressort de la base de données européenne d’occupation biophysique des sols Corine Land Cover (CLC), est marquée par l'importance des territoires agricoles (61,1 % en 2018), une proportion sensiblement équivalente à celle de 1990 (61,2 %). La répartition détaillée en 2018 est la suivante : 
terres arables (53 %), forêts (36,5 %), prairies (8 %), zones urbanisées (2,5 %). L'évolution de l’occupation des sols de la commune et de ses infrastructures peut être observée sur les différentes représentations cartographiques du territoire : la carte de Cassini (XVIIIe siècle), la carte d'état-major (1820-1866) et les cartes ou photos aériennes de l'IGN pour la période actuelle (1950 à aujourd'hui).

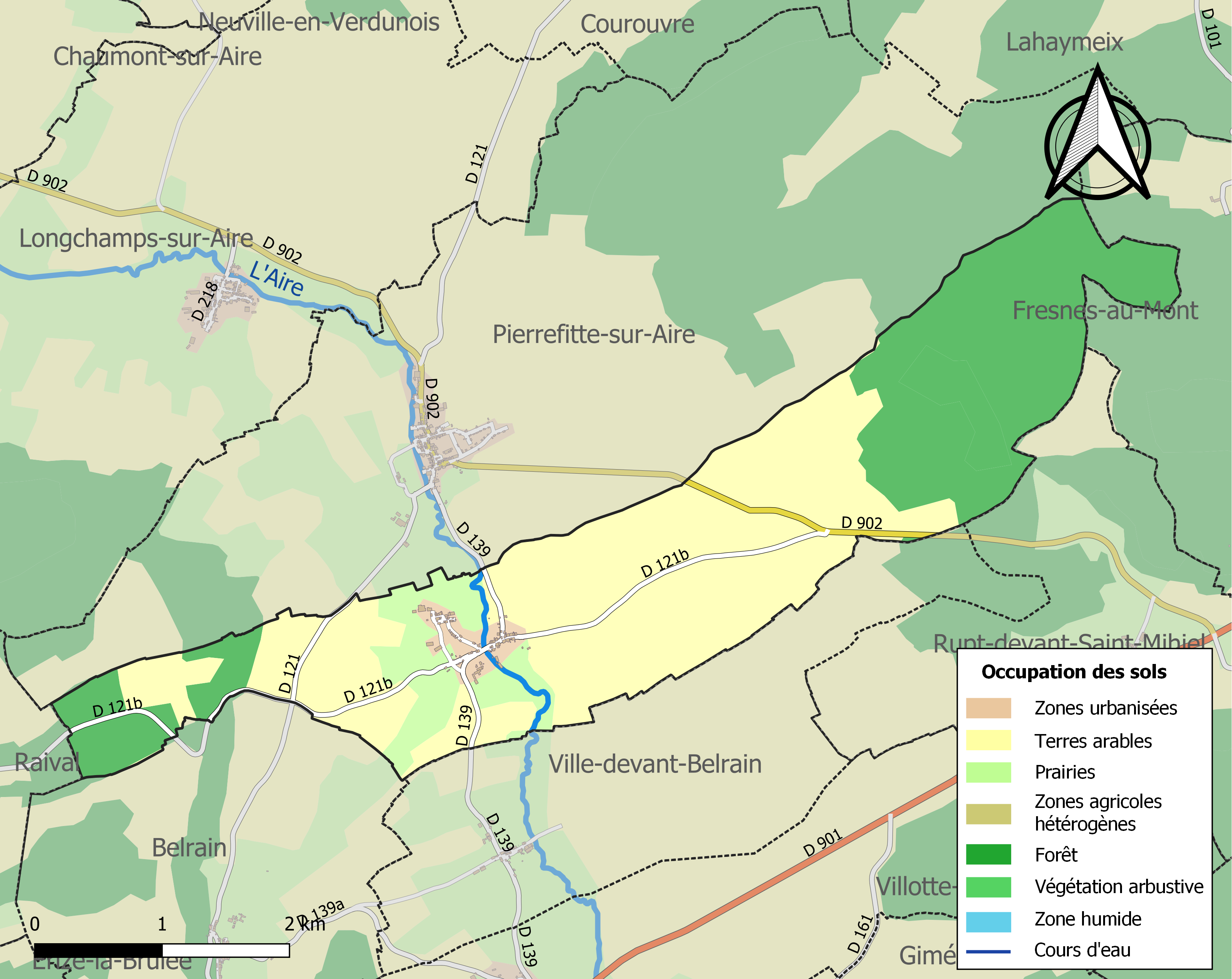
Carte des infrastructures et de l'occupation des sols de la commune en 2018 (CLC).

## Toponymie
Le nom de la localité est attesté sous les formes Niceium (1204) ; Nicey (1232) ; Nissey (1656) ; Nicy (1700) ; Nicetum (1711) ; Nicei (1749).

Du gaulois *narsa, « lieu humide ». Nicey est sur la Aire, une rivière, dans les départements de la Meuse et des Ardennes, affluent droit de l'Aisne, donc un sous-affluent de la Seine par l'Oise.

## Politique et administration
| Période                                  | Période                      | Identité                                        | Étiquette | Qualité                                                                                        |
| ---------------------------------------- | ---------------------------- | ----------------------------------------------- | --------- | ---------------------------------------------------------------------------------------------- |
| Les données manquantes sont à compléter. |                              |                                                 |           |                                                                                                |
|                                          | 1939                         | Docteur Lefer                                   |           |                                                                                                |
| mars 1939                                | 1972                         | René Rousselot                                  | IPAS      | Conseiller général du canton de Pierrefitte-sur-Aire (1945-1970) Député (1951-1955, 1963-1967) |
| avant 1981                               | ?                            | Robert Resch                                    |           |                                                                                                |
| mars 2001                                | mars 2008                    | Laurent Palin                                   |           |                                                                                                |
| mars 2008                                | En cours (au 3 juillet 2020) | Bernard Renaudin Réélu pour le mandat 2020-2026 |           | Ancien agriculteur                                                                             |

## Population et société

### Démographie
L'évolution du nombre d'habitants est connue à travers les recensements de la population effectués dans la commune depuis 1793. Pour les communes de moins de 10 000 habitants, une enquête de recensement portant sur toute la population est réalisée tous les cinq ans, les populations de référence des années intermédiaires étant quant à elles estimées par interpolation ou extrapolation. Pour la commune, le premier recensement exhaustif entrant dans le cadre du nouveau dispositif a été réalisé en 2004.

En 2022, la commune comptait 129 habitants, en évolution de +4,88 % par rapport à 2016 (Meuse : −4,4 %, France hors Mayotte : +2,11 %).
| 1793 | 1800 | 1806 | 1821 | 1831 | 1836 | 1841 | 1846 | 1851 |
| ---- | ---- | ---- | ---- | ---- | ---- | ---- | ---- | ---- |
| 395  | 382  | 399  | 413  | 411  | 400  | 390  | 384  | 388  |

| 1856 | 1861 | 1866 | 1872 | 1876 | 1881 | 1886 | 1891 | 1896 |
| ---- | ---- | ---- | ---- | ---- | ---- | ---- | ---- | ---- |
| 366  | 333  | 304  | 283  | 287  | 259  | 252  | 235  | 197  |

| 1901 | 1906 | 1911 | 1921 | 1926 | 1931 | 1936 | 1946 | 1954 |
| ---- | ---- | ---- | ---- | ---- | ---- | ---- | ---- | ---- |
| 195  | 193  | 199  | 191  | 171  | 159  | 159  | 157  | 147  |

| 1962 | 1968 | 1975 | 1982 | 1990 | 1999 | 2004 | 2006 | 2009 |
| ---- | ---- | ---- | ---- | ---- | ---- | ---- | ---- | ---- |
| 125  | 124  | 110  | 109  | 119  | 118  | 116  | 112  | 109  |

| 2014 | 2019 | 2022 | - | - | - | - | - | - |
| ---- | ---- | ---- | - | - | - | - | - | - |
| 117  | 123  | 129  | - | - | - | - | - | - |

## Culture locale et patrimoine

### Lieux et monuments
- Vent des Forêts : la forêt communale de Nicey-sur-Aire accueille une quinzaine d'œuvres sur ses sentiers, parmi les 90 visibles sur le territoire. Elles sont à découvrir en parcourant le circuit de la Croix Camonin.
- Église de la Nativité-de-la-Vierge : édifice à trois nefs d'égale hauteur. Clocher au-dessus du transept. Une partie de l'église a été reconstruite en 1757 avec les matériaux de l'ancienne. Portail de cette époque[22]. « Eglise - édifice à trois nefs d’égale hauteur. Clocher au-dessus du transept. Une partie de l’église a été reconstruite en 1757. Portail de cette époque. L’église a été reconstruite en partie en 1757 avec les matériaux de l’ancienne.

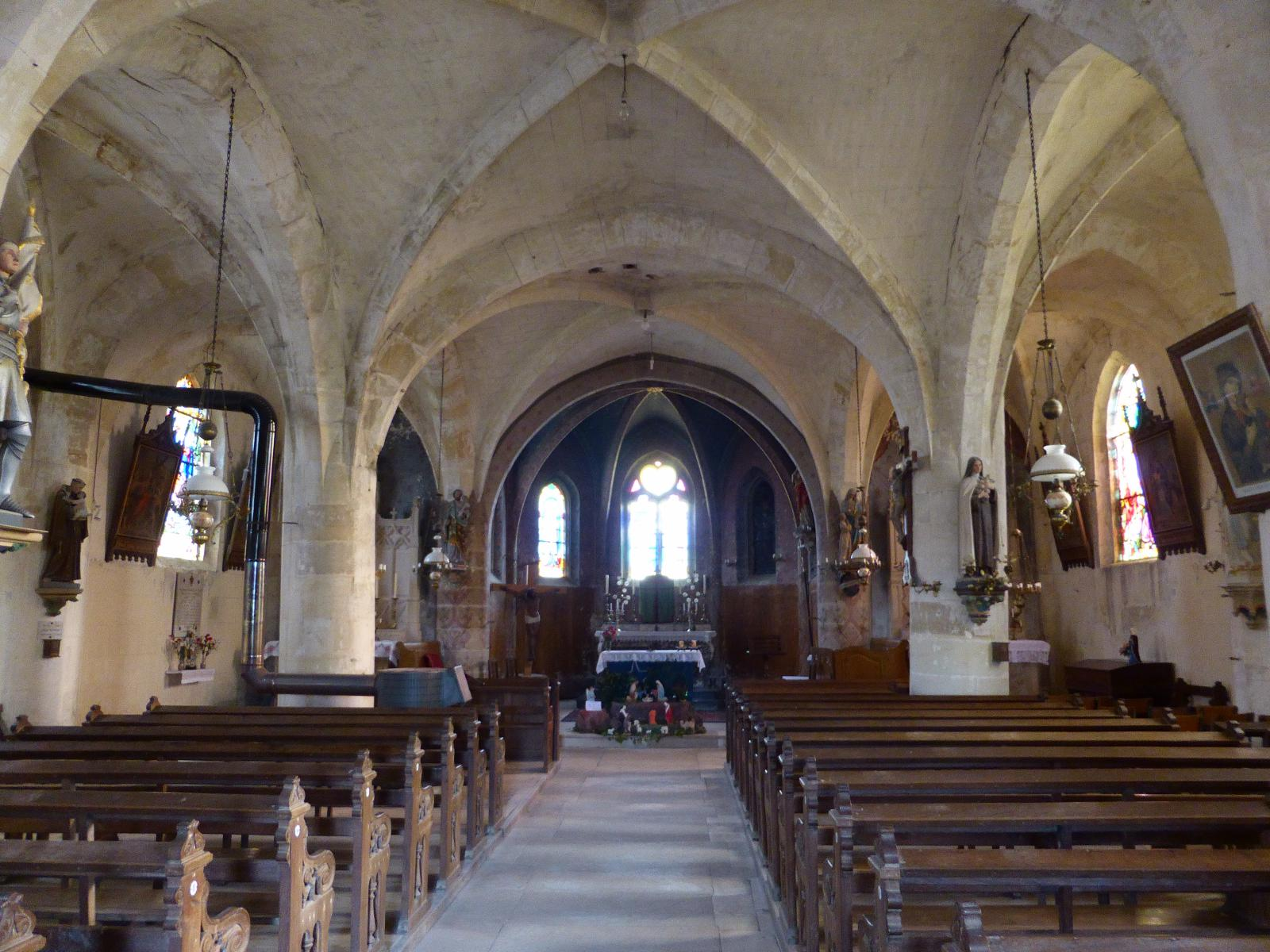
« Eglise - édifice à trois nefs d’égale hauteur. Clocher au-dessus du transept. Une partie de l’église a été reconstruite en 1757. Portail de cette époque. L’église a été reconstruite en partie en 1757 avec les matériaux de l’ancienne.

### Héraldique
| Blason de Nicey-sur-Aire | Blason  | Parti de gueules au lambel d'or soutenu par une fasce ondée abaissée du même et d'argent à la palme de sinople mise en barre ; au chef bastillé d'azur chargé de deux fleurs de lys de jardin d'argent. |
| Blason de Nicey-sur-Aire | Détails | Création de R.A. Louis avec les conseils de la Commission Héraldique de l'UCGL. Adopté par la commune en septembre 2013.                                                                                |
| Blason de Nicey-sur-Aire | Alias   | Une fasce et un lambel. Anciennes armes de Nicey, d'après Augustin Calmet. |